# IC 3910
IC 3910 — галактика типу *2 (подвійна зірка) у сузір'ї Гончі Пси.
Цей об'єкт міститься в оригінальній редакції індексного каталогу.